# Erik Gustaf Geijer
Erik Gustaf Geijer (Ransäter, 12 de enero de 1783-Estocolmo; 23 de abril de 1847) fue un escritor, compositor e historiador sueco.

## Biografía
Geijer fue un miembro de la Academia Sueca y profesor de historia desde 1817 en la Universidad de Upsala, en donde fue colocada una estatua para conmemorarlo. 
Geijer fue integrante de la Sociedad Gótica (Götiska förbundet); en el primer artículo de su periódico, Iduna, se publicó su famoso problema El vikingo, en el cual describió a los vikingos como hombres heroicos, en una imagen semejante a la que tienen hoy, y estableció un punto de inflexión en la rehabilitación de la cultura vikinga entre los suecos de la generación romántica. Aunque adquirió su fama como un autor nacionalista, los puntos de vista de Geijer cambiaron durante su vida, y comenzó a dedicarse a las reformas sociales y a inclinarse por el liberalismo.

## Obras selectas
- Om falsk och sann upplysning med avseende på religionen (1811)
- Thorild: Tillika en filosofisk eller ofilosofisk bekännelse (1820)
- Svea rikes häfder (1825)
- Svenska folkets historia, I-III, 1832–36
- Minnen (1834)
- Freedom in Sweden: Selected works of Erik Gustaf Geijer (2017)